# إصدارات ألبين ميشيل
إصدارات ألبين ميشيل (بالفرنسية: Éditions Albin Michel)‏ هي دار نشر فرنسية تأسست عام 1902 من طرف ألبين ميشيل. منذ 1992، تنشر ألبين ميشيل حوالي 450 كتابا جديدا كل عام. تنضم إصدارات ألبين ميشيل إلى لائحة دور النشر الفرنسية العشرة الأولى من حيث عدد الإصدارات.

## الكتاب
- رامونا باديسكو
- إيرين نيميروفسكي
- ماكسينس فان دير ميرش
- جون بيير ويلم
- برنارد فيربير، مَخرَج
- إريك زمور

## روابط خارجية
- الموقع الرسمي